# Струги (Ленинградская область)
Стру́ги — деревня в Самойловском сельском поселении Бокситогорского района Ленинградской области.

## История
СТРУГИ (БОЛЬШОЙ-СТРУГ) — деревня Стругского общества, прихода Осницкого погоста. 

Крестьянских дворов— 23. Строений — 72, в том числе жилых — 34. 

Число жителей по семейным спискам 1879 г.: 52 м. п., 67 ж. п.; по приходским сведениям 1879 г.: 50 м. п., 59 ж. п.

В конце XIX — начале XX века деревня относилась к Анисимовской волости 5-го земского участка 3-го стана Тихвинского уезда Новгородской губернии.

СТРУГИ (БОЛЬШОЙ СТРУГ) — деревня Стругского общества, дворов — 32, жилых домов — 46, число жителей: 82 м. п., 71 ж. п.

Занятия жителей — земледелие, лесные заработки. Озеро Струг. Кузница. (1910 год)

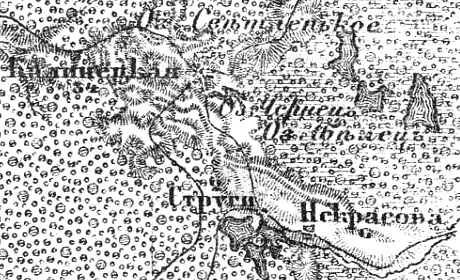
Деревня Струги на карте 1913 года

Согласно карте Новгородской губернии 1913 года, деревня Струги насчитывала 6 крестьянских дворов.
С 1917 по 1918 год деревня входила в состав Анисимовской волости Тихвинского уезда Новгородской губернии.
С 1918 года, в составе Череповецкой губернии.
С 1927 года, в составе Стругского сельсовета Пикалёвского района.
В 1928 году население деревни составляло 150 человек.
С 1932 года, в составе Хвойнинского района.
По данным 1933 года деревня Струги являлась административным центром Стругского сельсовета Хвойнинского района Ленинградской области, в который входили 8 населённых пунктов: Гагарино, Дудинское, Калинецкая, Клин, Некрасово, Спирово, Струги, Часовня, общей численностью населения 1143 человек.
С 1936 года, в составе Ефимовского района. По данным 1936 года в состав Стругского сельсовета входили 8 населённых пунктов, 222 хозяйства и 4 колхоза.
С 1952 года, в составе Бокситогорского района.
С 1963 года, вновь в составе Ефимовского района.
С 1965 года, вновь составе Бокситогорского района. В 1965 году население деревни составляло 70 человек.
По данным 1966 года деревня Струги также являлась административным центром Стругского сельсовета.
По данным 1973 и 1990 годов деревня Струги входила в состав Анисимовской сельсовета.
В 1997 году в деревне Струги Анисимовской волости проживали 24 человека, в 2002 году — 8 человек (русские — 87 %).
В 2007 году в деревне Струги Анисимовского СП проживали 19 человек, в 2010 году — 20.
С 2014 года, в составе Самойловского сельского поселения Бокситогорского района.

## География
Деревня расположена в юго-западной части района на автодороге 41К-282 (подъезд к дер. Струги). В деревне берёт начало автодорога Струги — Спирово.
Расстояние до административного центра поселения — 13 км.
Расстояние до районного центра — 74 км.
Расстояние до ближайшей железнодорожной станции Пикалёво — 47 км.
Деревня находится на северном берегу Стругского озера.

## Демография
| 1997 | 2002 | 2007 | 2010 | 2017 |
| ---- | ---- | ---- | ---- | ---- |
| 24   | ↘8   | ↗19  | ↗20  | ↗28  |

## Транспорт
В деревне расположена конечная остановка автобусного маршрута № 106 из Пикалёво.

## Памятники
В деревне расположен памятник погибшим войнам-землякам.